# Islandiana flavoides
Islandiana flavoides là một loài nhện trong họ Linyphiidae.
Loài này thuộc chi Islandiana. Islandiana flavoides được Wilton Ivie miêu tả năm 1965.